# Medinilla amplectens
Medinilla amplectens är en tvåhjärtbladig växtart som beskrevs av Regalado. Medinilla amplectens ingår i släktet Medinilla och familjen Melastomataceae. Inga underarter finns listade i Catalogue of Life.